# Poders universals

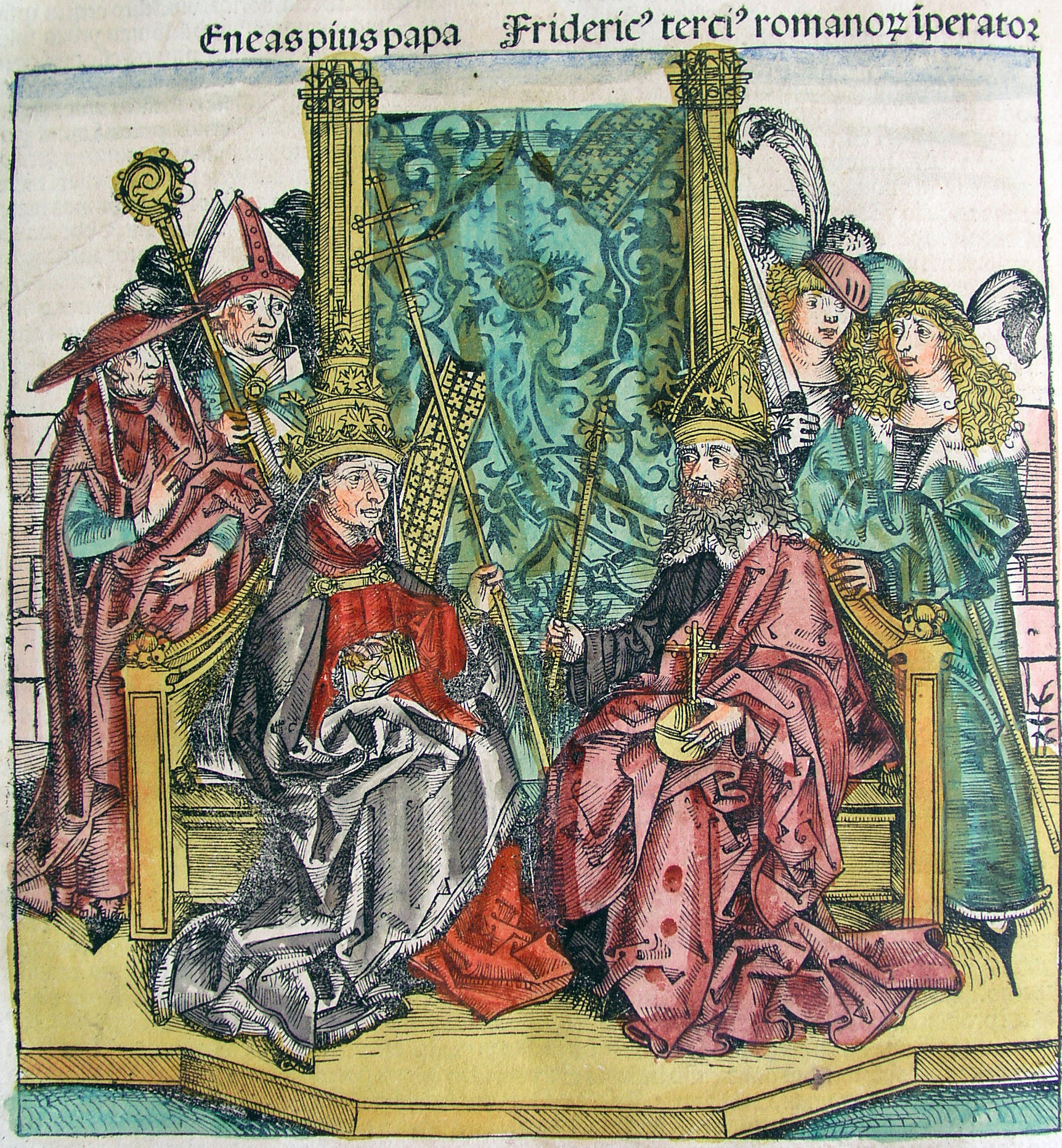
El papa Pius II i l'emperador Frederic III.

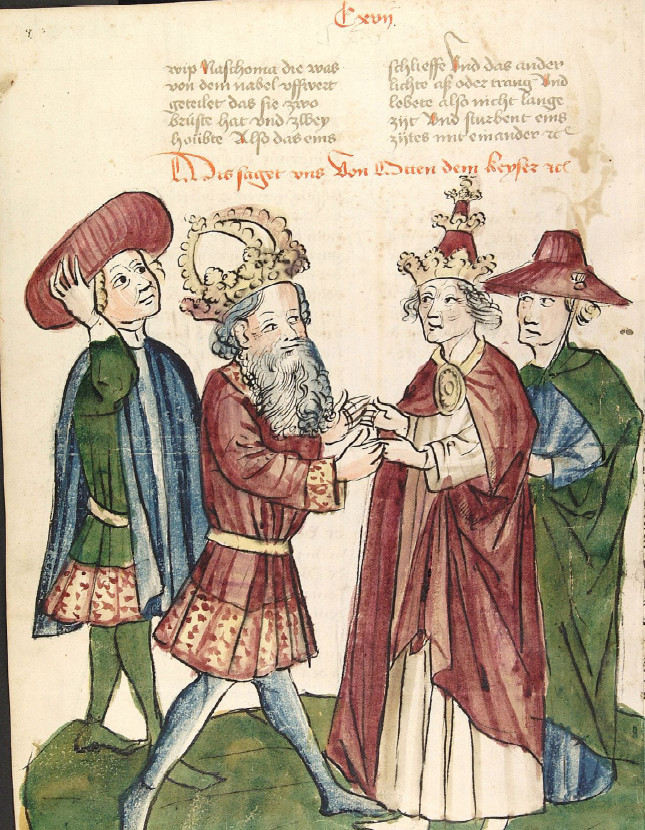
El papa Joan XII i l'emperador Otó I.

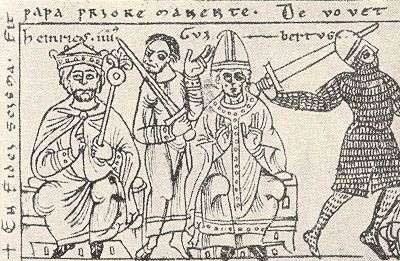
El antipapa Climent III i l'emperador Enric IV.

Poders universals és l'expressió utilitzada a l'Europa occidental des de l'edat mitjana per referir-se a la Santa Seu i al Sacre Imperi Romanogermànic, ja que tots dos es disputaven l'anomenat Dominium mundi, i mantenien amb la resta dels agents polítics una pretensió de superioritat, l'efectiva plasmació en la realitat va ser molt desigual, donada l'existència de factors com la dispersió territorial, el baix nivell de desenvolupament tècnic i productiu de l'economia feudal i la tendència social i política del feudalisme a la descentralització del poder. Tanmateix, els poders universals van perviure durant l'edat moderna, encara que la seva inoperància en les relacions internacionals va ser evident des de la segona meitat del segle xvii. El començament de l'edat contemporània i la Revolució liberal, amb les guerres napoleòniques i les unificacions alemanya i italiana, van suposar la fi efectiva de l'Imperi i el confinament territorial del Papat al Vaticà, que així i tot va mantenir la seva capacitat d'influència en el món actual.